# Џорџ Томас
Џорџ Томас (енгл. George Henry Thomas, 1816-1870), истакнути генерал Уније у Америчком грађанском рату.

## Војна служба
У јесен 1864, главокомандујући снага Уније на Западном ратишту генерал Вилијам Шерман кренуо је са главнином снага (око 65.000 људи) из Атланте на запад, како би пресекао линије снабдевања за главнину јужњачких снага у Северној Вирџинији и подржао северњачку главнину на Источном ратишту. На западном ратишту, у Тенесију, оставио је око 40.000 људи под командом генерала Томаса. Везујући за себе све преостале снаге Конфедерације на Западном ратишту (око 30.000) под командом Џона Худа све до пролећа 1865, генерал Томас је обезбедио неометано напредовање Шермановог похода на море (12. новембра-22. децембра 1864) и спречио интервенцију јужњачких снага са запада на главном ратишту код Ричмонда.